# 高橋真広
高橋 真広（たかはし まひろ、2001年6月26日 - ）は、山形県出身のサッカー選手。ポジションはMF。

## クラブ歴
高畠蹴友SC、FC米沢を経てアルビレックス新潟U-18に加入。2019年11月8日にアルビレックス新潟シンガポールへの加入が発表された。